# Mordella bivittata
Mordella bivittata es una especie de coleóptero de la familia Mordellidae.

## Distribución geográfica
Habita en Venezuela.